# Cuba op de Olympische Zomerspelen 1972
Cuba nam deel aan de Olympische Zomerspelen 1972 in München, West-Duitsland. Voor het eerst sinds 1904 werd weer goud gewonnen, uiteindelijk zelfs drie keer. Ook het totale aantal medailles was sinds die deelname niet meer zo groot geweest.

## Medailleoverzicht
| Sport     | Olympiër | Discipline | Medaille |
| --------- | --- | ---------- | -------- |
| Boksen    | Orlando Martinez | -54kg (m)  | Goud     |
| Boksen    | Emilio Correa | -67kg (m)  | Goud     |
| Boksen    | Teófilo Stevenson | +81kg (m)  | Goud     |
| Boksen    | Gilberto Carrillo | -81kg (m)  | Zilver   |
| Atletiek  | Silvia Chivás | 100m (v)   | Brons    |
| Atletiek  | Silvia Chivás Marlene Elejarde Fulgencia Romay Carmen Valdés | 4x100m (v) | Brons    |
| Basketbal | José Alvarez Miguel Calderón Rafael Cañizares Pedro Chappé Juan Carlos Domecq Ruperto Herrera Tomás Herrera Conrado Pérez Juan Roca Franklin Standard Alejandro Urgellés Oscar Varona | mannen     | Brons    |
| Boksen    | Douglas Rodríguez | -51kg (m)  | Brons    |

## Deelnemers en resultaten

### Atletiek
| Olympiër                                                       | Discipline             | Resultaat | Prestatie                                                                                             |
| -------------------------------------------------------------- | ---------------------- | --------- | --- |
| Alberto Juantorena                                             | 400m (m)               | 11e       | serie 4: 1ste in 45,94 kwartfinale 1: 2de in 45,96 halve finale 2: 5de in 46,07                       |
| Alejandro Casañas                                              | 110m horden (m)        | DNF       | serie 4: niet gefinisht                                                                               |
| José Triana Juan Morales Hermes Ramírez Pablo Montes           | 4x100m (m)             | 9e        | serie 3: 4de in 39,65 halve finale 1: 5de in 39,04                                                    |
| Milán Matos                                                    | verspringen (m)        | 27e       | kwalificatie groep B: 11de met 7,47m                                                                  |
| Pedro Pérez                                                    | hink-stap-springen (m) | 24e       | kwalificatie groep B: 12de met 15,72m                                                                 |
|                                                                |                        |           | |
| Silvia Chivás                                                  | 100m (v)               | Brons     | serie 1: 1ste in 11,18 kwartfinale 1: 1ste in 11,22 halve finale 2: 2de in 11,33 finale: 3de in 11,24 |
| Carmen Valdés                                                  | 100m (v)               | 11e       | serie 5: 2de in 11,53 kwartfinale 4: 3de in 11,46 halve finale 1: 6de in 11,52                        |
| Asunción Acosta                                                | 400m (v)               | 37e       | serie 1: 6de in 54,52                                                                                 |
| Aurelia Pentón                                                 | 400m (v)               | 10e       | serie 6: 3de in 53,25 kwartfinale 3: 3de in 52,02 halve finale 1: 5de in 52,15                        |
| Carmen Trustée                                                 | 400m (v)               | DNF       | serie 7: 1ste in 52,80 kwartfinale 1: niet gestart                                                    |
| Marlene Elejarde Carmen Valdés Fulgencia Romay Silvia Chibás   | 4x100m (v)             | Brons     | serie 1: 1ste in 43,67 finale: 3de in 43,36                                                           |
| Asuncion Acosta Marcela Chibás Beatriz Castillo Aurelia Pentón | 4x400m (v)             | 10e       | serie 1: 5de in 3.32,4                                                                                |
| Marcia Garbey                                                  | verspringen (v)        | 4e        | kwalificatie groep B: 9de met 6,32m finale: 4de met 6,52m                                             |
| Marima Rodríguez                                               | hoogspringen (v)       | 25e       | kwalificatie groep B: 20ste met 1,73m                                                                 |

### Basketbal
| Olympiër | Discipline | Resultaat | Prestatie |
| --- | ---------- | --------- | --- |
| José Alvarez Miguel Calderón Rafael Cañizares Pedro Chappé Juan Carlos Domecq Ruperto Herrera Tomás Herrera Conrado Pérez Juan Roca Franklin Standard Alejandro Urgellés Oscar Varona | mannen     | Brons     | groep A: 2de W van Egypte: 105-64 W van Spanje: 74-53 V van Verenigde Staten: 48-67 W van Tsjecho-Slowakije: 77-65 W van Australië: 84-70 W van Japan: 108-63 W van Brazilië: 64-63 halve finale: V van Sovjet-Unie: 61-67 bronzen finale: W van Italië: 66-65 |

| Groep A |                   |             |             |             |        |        |        |        |
| #       | Land              | Wedstrijden | Wedstrijden | Wedstrijden | Punten | Punten | Punten | Punten |
| #       | Land              | G           | W           | V           | V      | T      | Saldo  | Punten |
| 1       | Verenigde Staten  | 7           | 7           | 0           | 542    | 312    | +230   | 14     |
| 2       | Cuba              | 7           | 6           | 1           | 560    | 445    | +115   | 13     |
| 3       | Brazilië          | 7           | 4           | 3           | 561    | 490    | +71    | 11     |
| 4       | Tsjecho-Slowakije | 7           | 4           | 3           | 493    | 489    | -+4    | 11     |
| 5       | Spanje            | 7           | 3           | 4           | 486    | 500    | −14    | 10     |
| 6       | Australië         | 7           | 3           | 4           | 523    | 524    | −1     | 10     |
| 7       | Japan             | 7           | 1           | 6           | 442    | 643    | −201   | 8      |
| 8       | Egypte            | 7           | 0           | 7           | 440    | 644    | −204   | 7      |

| Ronde          | Datum   | Plaats            | Land   | Score    | Land |
| -------------- | ------- | ----------------- | ------ | -------- | ---- |
| Groepsfase     |         |                   |        |          |      |
| 27 augustus    | München | Cuba              | 105-64 | Egypte   |      |
| 28 augustus    | München | Cuba              | 74-53  | Spanje   |      |
| 29 augustus    | München | Verenigde Staten  | 67-48  | Cuba     |      |
| 30 augustus    | München | Tsjecho-Slowakije | 65-77  | Cuba     |      |
| 1 september    | München | Australië         | 70-84  | Cuba     |      |
| 2 september    | München | Japan             | 63-108 | Cuba     |      |
| 3 september    | München | Cuba              | 64-63  | Brazilië |      |
| Halve finale   |         |                   |        |          |      |
| 7 september    | München | Sovjet-Unie       | 67-61  | Cuba     |      |
| Bronzen finale |         |                   |        |          |      |
| 9 september    | München | Italië            | 65-66  | Cuba     |      |

### Boksen
| Olympiër            | Discipline  | Resultaat | Prestatie |
| ------------------- | ----------- | --------- | --- |
| Rafael Carbonell    | -48kg (m)   | 5e        | 1ste ronde: W van COL Cardona: 5-0 2de ronde: W van SIN Abdul: knock-out kwartfinale: V van ESP Rodriguez: 1-4                                                                                |
| Douglas Rodríguez   | -51kg (m)   | Brons     | 1ste ronde: W van ECU Mejia: 5-0 2de ronde: W van JPN Nagai: 5-0 3de ronde: W van ROU Gruescu: 3-2 kwartfinale: W van URS Zoriktuyev: knock-out halve finale: V van UGA Rwabwogo: 2-3         |
| Orlando Martínez    | -54kg (m)   | Goud      | 1ste ronde: vrij 2de ronde: W van VOL Win: 4-1 3de ronde: W van IRL Dowling: 3-2 kwartfinale: W van INA Moniaga: 5-0 halve finale: W van GBR Turpin: 3-2 finale: W van MEX Zamora: 5-0        |
| Orlando Palacios    | -57kg (m)   | 17e       | 1ste ronde: W van GHA Cofie: 4-1 2de ronde: V van ROU Pometcu: 1-4 |
| Enrique Requeiferos | -60kg (m)   | 17e       | 1ste ronde: vrij 2de ronde: V van FRG Hess: 1-4 |
| Andres Molina       | -63,5kg (m) | 5e        | 1ste ronde: W van FIN Saarman: knock-out 2de ronde: W van URS Kamnev: knock-out kwartfinale: V van USA Seales: 2-3                                                                            |
| Emilio Correa       | -67kg (m)   | Goud      | 1ste ronde: vrij 2de ronde: W van ITA Lassandro: 5-0 3de ronde: W van GDR Wolke: knock-out kwartfinale: W van FRG Meier: 3-2 halve finale: W van USA Valdez: 3-2 finale: W van HUN Kajdi: 5-0 |
| Rolando Garbey      | -71kg (m)   | 5e        | 1ste ronde: W van GHA Barnor: 5-0 2de ronde: W van AUT Candl: 5-0 3de ronde: W van KOR Jae: knock-out kwartfinale: V van POL Rudkowski: 1-4                                                   |
| Alejandro Montoya   | -75kg (m)   | 5e        | 1ste ronde: W van ROU Năstac: knock-out 2de ronde: W van GBR Knight: knock-out kwartfinale: V van USA Johnson: 1-4                                                                            |
| Gilberto Carrillo   | -81kg (m)   | Zilver    | 1ste ronde: vrij 2de ronde: W van VEN Sanchez: knock-out kwartfinale: W van NOR Skog: knock-out halve finale: W van NGR Ikhouria: 5-0 finale: V van YUG Parlov: knock-out                     |
| Teófilo Stevenson   | +81kg (m)   | Goud      | 1ste ronde: W van POL Denderys: knock-out kwartfinale: W van USA Bobick: knock-out halve finale: W van FRG Hussing: knock-out finale: V van ROU Alexe: opgave                                 |

### Gewichtheffen
| Olympiër        | Discipline  | Resultaat | Prestatie                                                                                    |
| --------------- | ----------- | --------- | -------------------------------------------------------------------------------------------- |
| Rolando Chang   | -60kg (m)   | 6e        | drukken: 5de met 120 kg trekken: 6de met 115 kg stoten: 7de met 142,5 kg totaal: 377,5 kg    |
| Abel López      | -82,5kg (m) | DNF       | drukken: geen geldige poging                                                                 |
| Juan Curbelo    | -90kg (m)   | 7e        | drukken: 5de met 172,5 kg trekken: 9de met 140 kg stoten: 8ste met 182,5 kg totaal: 495 kg   |
| Javier González | -110kg (m)  | 12e       | drukken: 20ste met 165 kg trekken: 12de met 147,5 kg stoten: 7de met 197,5 kg totaal: 495 kg |
| Andrés Martínez | -110kg (m)  | 15e       | drukken: 14de met 170 trekken: 18de met 135 kg stoten: 9de met 195 kg totaal: 495 kg         |
| Fernando Bernal | +110kg (m)  | 8e        | drukken: 8ste met 190 kg trekken: 8ste met 147,5 kg stoten: 5de met 207,5 kg totaal: 545 kg  |

### Judo
| Olympiër         | Discipline | Resultaat | Prestatie |
| ---------------- | ---------- | --------- | --- |
| Héctor Rodríquez | -63kg (m)  | 14e       | 1ste ronde: vrij 2de ronde: W van PHI Repuyan kwartfinale: W van POL Tałaj halve finale: V van FRA Mounier herkansingen: V van PRK Kim |
| Isaac Azcuy      | -80kg (m)  | 19e       | 1ste ronde: vrij 2de ronde: V van SUI Aubert                                                                                           |
| José Ibañez      | -93kg (m)  | 14e       | 1ste ronde: W van MGL Rentsendorj 2de ronde: V van CAN Farnsworth                                                                      |

### Kanovaren
| Olympiër                       | Discipline    | Resultaat | Prestatie                                                                           |
| ------------------------------ | ------------- | --------- | ----------------------------------------------------------------------------------- |
| Edicto Gilbert                 | K-1 1000m (m) | 14e       | serie 1: 4de in 4.09,32 herkansingen: 2de in 4.04,45 halve finale 3: 5de in 3.59,77 |
| Rogelio Chirino Edicto Gilbert | K-2 1000m (m) | 19e       | serie 1: 8ste in 3.57,41 herkansingen: 4de in 3.44,15                               |

### Roeien
| Olympiër                                                 | Discipline      | Resultaat | Prestatie |
| -------------------------------------------------------- | --------------- | --------- | --- |
| Lazaro Rivero Teófilo Lores Jesús Rosello                | twee-met (m)    | 20e       | serie 4: 5de in 8.17,34 herkansingen: 4de in 8.37,14                                                         |
| Eralio Cabrera Troadio Delgado Ramón Luperón Angel Serra | vier-zonder (m) | 12e       | serie 4: 5de in 7.07,61 herkansingen: 2de in 7.11,23 halve finale 1: 6de in 7.36,30 finale B: 6de in 7.10,83 |

### Schermen
| Olympiër                                                                               | Discipline      | Resultaat | Prestatie |
| -------------------------------------------------------------------------------------- | --------------- | --------- | --- |
| Jesús Gil                                                                              | floret (m)      | 26e       | 1ste ronde groep 9: 4de met 2 overwinningen 2de ronde groep 2: 5de met 1 overwinning                                          |
| Eduardo Jhons                                                                          | floret (m)      | 13e       | 1ste ronde groep 4: 3de met 3 overwinningen 2de ronde groep 5: 2de met 3 overwinningen kwartfinale 1: 4de met 2 overwinningen |
| Enrique Salvat                                                                         | floret (m)      | 41e       | 1ste ronde groep 5: 5de met 2 overwinningen                                                                                   |
| Evelio González Eduardo Jhons Jesús Gil Enrique Salvat Jorge Garbey                    | floret team (m) | 7e        | 1ste ronde groep 2: 2de met 1 overwinning groep 5-8ste plek: 3de                                                              |
| Francisco de la Torre                                                                  | sabel (m)       | 31e       | 1ste ronde groep 9: 4de met 3 overwinningen 2de ronde groep 1: 6de met 1 overwinning                                          |
| Manuel Ortíz                                                                           | sabel (m)       | 14e       | 1ste ronde groep 8: 4de met 3 overwinningen kwartfinale 2: 4de met 2 overwinningen                                            |
| Guzman Salazar                                                                         | sabel (m)       | 26e       | 1ste ronde groep 1: 4de met 2 overwinningen 2de ronde groep 2: 5de met 1 overwinning                                          |
| Hilario Hipólito Guzman Salazar Francisco de la Torre Manuel Ortíz Manuel Suárez       | sabel team (m)  | 6e        | 1ste ronde groep 2: 2de met 1 overwinning kwartfinale 1: V van Hongarije 5-8ste plek: 2de                                     |
|                                                                                        |                 |           | |
| María Esther García                                                                    | floret (v)      | 34e       | 1ste ronde groep 2: 5de met 0 overwinningen                                                                                   |
| Marlene Infante                                                                        | floret (v)      | 25e       | 1ste ronde groep 1: 4de met 2 overwinningen                                                                                   |
| Margarita Rodríguez                                                                    | floret (v)      | 19e       | 1ste ronde groep 8: 3de met 2 overwinningen kwartfinale 3: 5de met 1 overwinning                                              |
| Irene Forbes María Esther García Marlene Infante Margarita Rodríguez Nereida Rodríguez | floret team (v) | 7e        | 1ste ronde groep 3: 3de met 0 overwinningen                                                                                   |

### Schietsport
| Olympiër          | Discipline              | Resultaat | Prestatie                             |
| ----------------- | ----------------------- | --------- | ------------------------------------- |
| Raúl Llanos       | 50m geweer 3 houdingen  | 26e       | 1134 punten: (393-359-382)            |
| Miguel Valdes     | 50m geweer 3 houdingen  | 19e       | 1139 punten: (393-359-387)            |
| Humberto Cabrera  | 50m geweer liggend      | 44e       | 591 punten: (97-99-99-99-98-99)       |
| Adelso Peña       | 50m geweer liggend      | 51e       | 590 punten: (98-99-98-98-99-98)       |
| Miguel Valdes     | 300m geweer 3 houdingen | 13e       | 1139 punten: (394-367-376)            |
| Santiago Trompeta | 50m pistool             | 44e       | 535 punten: (93-87-89-91-87-88)       |
| Arturo Costa      | 25m snelvuurpistool     | 20e       | 583 punten: (194-194-195)             |
| Roberto Castrillo | skeet                   | 5e        | 194 punten: (23-24-25-24-25-24-25-24) |
| Servilio Torres   | skeet                   | 24e       | 190 punten: (24-23-24-24-24-24-24-23) |

### Turnen
| Olympiër                                                                            | Discipline               | Resultaat | Prestatie                             |
| ----------------------------------------------------------------------------------- | ------------------------ | --------- | ------------------------------------- |
| René Badell                                                                         | meerkamp individueel (m) | 80e       | kwalificatie: 80ste met 103,05 punten |
| Jorge Cuervo                                                                        | meerkamp individueel (m) | 61e       | kwalificatie: 61ste met 105,35 punten |
| Luis Ramirez                                                                        | meerkamp individueel (m) | 105e      | kwalificatie: 105de met 97,25 punten  |
| Roberto Richards                                                                    | meerkamp individueel (m) | 69e       | kwalificatie: 69ste met 104,20 punten |
| Jorge Rodriguez                                                                     | meerkamp individueel (m) | 68e       | kwalificatie: 68ste met 104,25 punten |
| Emilio Sagre                                                                        | meerkamp individueel (m) | 94e       | kwalificatie: 94ste met 100,90 punten |
| René Badell Jorge Cuervo Luis Ramirez Roberto Richards Jorge Rodriguez Emilio Sagre | meerkamp team (m)        | 14e       | 519,90 punten                         |

### Volleybal
| Olympiër | Discipline | Resultaat | Prestatie |
| --- | ---------- | --------- | --- |
| Alfredo Figueredo Antonio Rodríguez Carlos Dilaut Diego Lapera Enrique Fortes Ernesto Martínez Jorge Pérez Vento Lorenzo Martínez Luis Calderon Luis Jiménez Orlando Samuell Pedro Delgado | zaal (m)   | 10e       | groep B: 5de V van DDR: 0-3 (7-15, 13-15, 7-15) V van Japan: 0-3 (10-15, 9-15, 5-15) W van Bondsrepubliek Duitsland: 3-2 (15-8, 15-11, 10-15, 12-15, 15-8) V van Roemenië: 0-3 (7-15, 15-17, 13-15) W van Brazilië: 3-2 (16-14, 6-15, 15-7, 7-15, 15-9) 9-10de plek: V van Polen: 0-3 (2-15, 7-15, 13-15) |

| Groep B |          |             |             |             |             |             |             |        |        |        |        |
| #       | Land     | Wedstrijden | Wedstrijden | Wedstrijden | Wedstrijden | Wedstrijden | Wedstrijden | Punten | Punten | Punten | Punten |
| #       | Land     | G           | W           | V           | SW          | SV          | SR          | SPW    | SPL    | Saldo  | Punten |
| 1       | Japan    | 5           | 5           | 0           | 15          | 0           | +15         | 225    | 95     | +130   | 17     |
| 2       | DDR      | 5           | 4           | 1           | 12          | 4           | +8          | 200    | 162    | +38    | 16     |
| 3       | Roemenië | 5           | 2           | 2           | 8           | 9           | −1          | 201    | 213    | −12    | 16     |
| 4       | Brazilië | 5           | 2           | 3           | 9           | 13          | −4          | 273    | 280    | −7     | 15     |
| 5       | Cuba     | 5           | 2           | 3           | 6           | 13          | −7          | 212    | 254    | −42    | 15     |
| 6       | GDR      | 5           | 0           | 5           | 4           | 15          | −11         | 163    | 270    | −107   | 13     |

| Ronde       | Datum   | Plaats   | Land | Score                    | Land |
| ----------- | ------- | -------- | ---- | ------------------------ | ---- |
| Groepsfase  |         |          |      |                          |      |
| 28 augustus | München | DDR      | 3-0  | Cuba                     |      |
| 30 augustus | München | Japan    | 3-0  | Cuba                     |      |
| 1 september | München | Cuba     | 3-2  | Bondsrepubliek Duitsland |      |
| 3 september | München | Roemenië | 3-0  | Cuba                     |      |
| 6 september | München | Cuba     | 3-2  | Brazilië                 |      |
| 9-10de plek |         |          |      |                          |      |
| 9 september | München | Polen    | 3-0  | Cuba                     |      |

### Waterpolo
| Olympiër | Discipline | Resultaat | Prestatie |
| --- | ---------- | --------- | --- |
| Oscar Periche David RodrÃiguez Jorge Rizo Guillermo Martinez Ginoris Orlando Cowley Eugenio Almenteros Carlos Sanchez Gerardo Rodriguez Osvaldo Garcia Guillermo Caete Jesus Pérez | mannen     | 9e        | groep A: 3de W van Mexico: 6-4 V van Verenigde Staten: 6-7 W van Roemenië: 4-3 V van Joegoslavië: 5-7 W van Canada: 7-2 groep 7-12de plek: 3de W van Australië: 6-5 V van Nederland: 6-8 W van Spanje: 4-3 G van Bulgarije: 4-4 |

| Groep A |                  |             |             |             |             |        |        |        |        |
| #       | Land             | Wedstrijden | Wedstrijden | Wedstrijden | Wedstrijden | Punten | Punten | Punten | Punten |
| #       | Land             | G           | W           | G           | V           | V      | T      | Saldo  | Punten |
| 1       | Verenigde Staten | 5           | 5           | 0           | 0           | 31     | 18     | +13    | 10     |
| 2       | Joegoslavië      | 5           | 4           | 0           | 1           | 35     | 24     | +11    | 8      |
| 3       | Cuba             | 5           | 3           | 0           | 2           | 28     | 23     | +5     | 6      |
| 4       | Roemenië         | 5           | 2           | 0           | 3           | 38     | 26     | +12    | 4      |
| 5       | Mexico           | 5           | 1           | 0           | 4           | 25     | 30     | −5     | 2      |
| 6       | Canada           | 5           | 0           | 0           | 5           | 14     | 50     | −36    | 0      |

| Ronde       | Datum   | Plaats           | Land | Score  | Land |
| ----------- | ------- | ---------------- | ---- | ------ | ---- |
| Groepsfase  |         |                  |      |        |      |
| 27 augustus | München | Mexico           | 4-6  | Cuba   |      |
| 28 augustus | München | Verenigde Staten | 7-6  | Cuba   |      |
| 29 augustus | München | Roemenië         | 3-4  | Cuba   |      |
| 30 augustus | München | Joegoslavië      | 7-5  | Cuba   |      |
| 31 augustus | München | Cuba             | 7-2  | Canada |      |

| Groep 7-12de plaats |           |             |             |             |             |        |        |        |        |
| #                   | Land      | Wedstrijden | Wedstrijden | Wedstrijden | Wedstrijden | Punten | Punten | Punten | Punten |
| #                   | Land      | G           | W           | G           | V           | V      | T      | Saldo  | Punten |
| 1                   | Nederland | 5           | 4           | 1           | 0           | 29     | 25     | +4     | 9      |
| 2                   | Roemenië  | 5           | 4           | 1           | 0           | 25     | 18     | +7     | 7      |
| 3                   | Cuba      | 5           | 2           | 1           | 2           | 23     | 24     | −1     | 7      |
| 4                   | Spanje    | 5           | 2           | 0           | 3           | 24     | 20     | +4     | 4      |
| 5                   | Bulgarije | 5           | 0           | 2           | 3           | 15     | 17     | −2     | 2      |
| 6                   | Australië | 5           | 0           | 1           | 4           | 18     | 27     | −9     | 1      |

| Ronde       | Datum   | Plaats | Land | Score     | Land |
| ----------- | ------- | ------ | ---- | --------- | ---- |
| Groepsfase  |         |        |      |           |      |
| 1 september | München | Cuba   | 6-5  | Australië |      |
| 2 september | München | Cuba   | 6-8  | Nederland |      |
| 3 september | München | Cuba   | 4-3  | Spanje    |      |
| 4 september | München | Cuba   | 4-4  | Bulgarije |      |

### Wielersport
| Olympiër                                                                       | Discipline                    | Resultaat | Prestatie           |
| Baan                                                                           | Baan                          | Baan      | Baan                |
| ------------------------------------------------------------------------------ | ----------------------------- | --------- | ------------------- |
| Roberto Heredero                                                               | individuele achtervolging (m) | 21e       | kwalificatie: 21ste |
| Gregorio Aldo Arencibia Roberto Heredero Roberto Menéndez Raúl Marcelo Vázquez | ploegenachtervolging (m)      | 18e       | kwalificatie: 18de  |
| Weg                                                                            |                               |           |                     |
| Gregorio Aldo Arencibia                                                        | wegwedstrijd (m)              | 75e       | 4:18.54             |
| José Prieto                                                                    | wegwedstrijd (m)              | DNF       | niet gefinisht      |
| Pedro Rodríguez                                                                | wegwedstrijd (m)              | DNF       | niet gefinisht      |
| Raúl Marcelo Vázquez                                                           | wegwedstrijd (m)              | DNF       | niet gefinisht      |
| Gregorio Aldo Arencibia Roberto Menéndez Pedro Rodríguez Raúl Marcelo Vázquez  | ploegentijdrit (m)            | 16e       | 2:17.24,5           |

### Worstelen
| Olympiër          | Discipline  | Resultaat   | Prestatie |
| Vrije stijl       | Vrije stijl | Vrije stijl | Vrije stijl |
| ----------------- | ----------- | ----------- | --- |
| Miguel Alonso     | -52kg (m)   | 18e         | 1ste ronde: V van MGL Ganbat 2de ronde: V van ITA Grassi                                                                                          |
| Jorge Ramos       | -57kg (m)   | 8e          | 1ste ronde: W van PAK Ditta 2de ronde: W van AFG Sideeq 3de ronde: W van ROU Dumitru 4de ronde: vrij 5de ronde: V van GDR Mayer                   |
| José Ramos        | -62kg (m)   | 16e         | 1ste ronde: W van FRG Weisenberger 2de ronde: V van IRI Seyed-Abbasi 3de ronde: V van JPN Abe                                                     |
| Eduardo Quintero  | -68kg (m)   | 16e         | 1ste ronde: W van MEX Ruz 2de ronde: V van TCH Engel 3de ronde: V van BUL Yuseinov                                                                |
| Francisco Lebeque | -74kg (m)   | 18e         | 1ste ronde: V van JPN Yoshida 2de ronde: V van FRG Seger                                                                                          |
| Lupe Lara         | -82kg (m)   | 18e         | 1ste ronde: V van POL Wypiorczyk 2de ronde: V van SWE Elmgren                                                                                     |
| Bárbaro Morgan    | -90kg (m)   | 5e          | 1ste ronde: W van ROU Marton 2de ronde: W van SWE Andersson 3de ronde: W van KOR Kwak 4de ronde: W van FRA Grangier 5de ronde: V van USA Peterson |

Afghanistan · Albanië · Algerije · Amerikaanse Maagdeneilanden · Argentinië · Australië · Bahama's · Barbados · België · Bermuda · Birma · Bolivia · Bondsrepubliek Duitsland · Brazilië · Brits-Honduras · Bulgarije · Canada · Ceylon · Chili · Colombia · Congo-Brazzaville · Costa Rica · Cuba · Dahomey · Denemarken · Dominicaanse Republiek · Duitse Democratische Republiek · Ecuador · Egypte · El Salvador · Ethiopië · Fiji · Filipijnen · Finland · Frankrijk · Gabon · Ghana · Griekenland · Groot-Brittannië · Guatemala · Guyana · Haïti · Hongarije · Hongkong · Ierland · IJsland · India · Indonesië · Iran · Israël · Italië · Ivoorkust · Jamaica · Japan · Joegoslavië · Kameroen · Kenia · Khmerrepubliek · Koeweit · Lesotho · Libanon · Liberia · Liechtenstein · Luxemburg · Madagaskar · Malawi · Maleisië · Mali · Malta · Marokko · Mexico · Monaco · Mongolië · Nederland · Nederlandse Antillen · Nepal · Nicaragua · Nieuw-Zeeland · Niger · Nigeria · Noord-Korea · Noorwegen · Oeganda · Oostenrijk · Opper-Volta · Pakistan · Panama · Paraguay · Peru · Polen · Portugal · Puerto Rico · Roemenië · San Marino · Saoedi-Arabië · Senegal · Singapore · Soedan · Somalië · Sovjet-Unie · Spanje · Suriname · Swaziland · Syrië · Taiwan · Tanzania · Thailand · Togo · Trinidad en Tobago · Tsjaad · Tsjecho-Slowakije · Tunesië · Turkije · Uruguay · Venezuela · Verenigde Staten · Vietnam · Zambia · Zuid-Korea · Zweden · Zwitserland